# Obereopsis borchmanni
Obereopsis borchmanni är en skalbaggsart som beskrevs av Stefan von Breuning 1959. Obereopsis borchmanni ingår i släktet Obereopsis och familjen långhorningar. Inga underarter finns listade i Catalogue of Life.